# Wilhelm Frick
Wilhelm Frick (12. března 1877, Alsenz – 16. října 1946, Norimberk) byl v letech 1933–1943 německý ministr vnitra a v letech 1943–1945 říšský protektor v Čechách a na Moravě. Významně se podílel na budování nacistického státu a jeho rasové politiky a byl popraven jako válečný zločinec.

## Život
Narodil se v obci Alsenz v Porýní-Falcku učiteli Wilhelmu Frickovi st. a Henriette, rozené Schmidtové, jako nejmladší ze čtyř dětí. Studia započal v Kaiserslauternu, poté studoval v univerzitním městě Heidelbergu práva a v roce 1901 byl promován doktorem práv. Od roku 1903 pracoval u bavorské státní správy jako právník na policejním prezídiu v Mnichově. V roce 1910 se oženil s Elisabethou Emilií Nagel (1890–1978), s níž měl dva syny a jednu dceru. Manželství skončilo v roce 1934 rozvodem. Téhož roku se podruhé oženil s Margarete Schultze-Naumburg (1896–1960), bývalou manželkou Paula Schultze-Naumburga. Se svou druhou ženou Margaretou měl syna a dceru.

## Politická kariéra

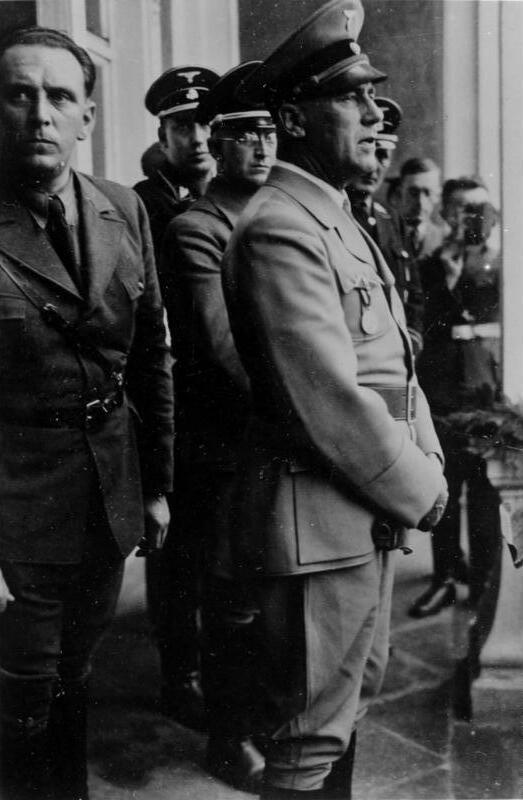
Říšský ministr vnitra dr. Wilhelm Frick

V roce 1923 se jako tehdejší ředitel mnichovské kriminální policie zúčastnil Hitlerova tzv. pivního puče. Posléze byl zatčen a v roce 1924 odsouzen pro velezradu k 15 měsícům podmíněného vězení a odvolán z postu policejního ředitele. V roce 1925 vstoupil do NSDAP.
V roce 1924 byl zvolen do Reichstagu a roku 1930 se stal durynským ministrem vnitra a vzdělávání. Po Hitlerově zvolení kancléřem se Frick stal ministrem vnitra a setrval zde až do roku 1943, kdy byl nahrazen Heinrichem Himmlerem. V srpnu 1943 byl jmenován říšským protektorem pro Protektorát Čechy a Morava, kde setrval až do konce druhé světové války. Jeho předchůdcem na tomto postu byl Konstantin von Neurath, který byl ve funkci fakticky nahrazen v září 1941 zastupujícím říšským protektorem Reinhardem Heydrichem, po jeho smrti Kurtem Daluegem. V době jmenování Wilhelma Fricka byla funkce říšského protektora pouze titulární, faktickou moc v protektorátu měl Karl Hermann Frank z titulu státního ministra (Deutscher Staatsminister für das Protektorat). Frick až do konce války žil v Kempfenhausenu u Starnberského jezera.
Po válce byl Frick zatčen, obžalován a souzen v Norimberském procesu. Za válečné zločiny a zločiny proti lidskosti byl odsouzen k trestu smrti oběšením, který byl vykonán 16. října 1946.

## Vyznamenání
- Zlatý stranický odznak
- Řád krve[1]
- Záslužný řád Německého orla